# アンナ＝マリア (ギリシャ王妃)
アンナ＝マリア（ギリシア語: Άννα-Μαρία, 1946年8月30日 - ）は、ギリシャ王コンスタンティノス2世の王妃。デンマーク王フレゼリク9世とその王妃イングリッドの三女。デンマーク語名はアンネ＝マリー（Anne-Marie Dagmar Ingrid）。姉に前デンマーク女王マルグレーテ2世、ベネディクテ王女がいる。

## 略歴
コペンハーゲンのアマリエンボー宮殿で生まれる。ザーレ女子学校で学んだ。
1959年、デンマークを訪問したギリシャ王パウロス1世夫妻、コンスタンティノス王子と出会う。
1961年より2年間、スイスのモントルーにある寄宿学校に在籍した。
1964年9月18日に結婚式を挙げ、翌1965年に王女アレクシアが生まれた。1967年に王太子パウロスが生まれるが、同年12月14日にギリシャ北東部カヴァラから一家4人で軍用機に乗り、イタリアへ亡命した。のち、1974年にイギリスへ一家で転居した。

## 子女
コンスタンティノス2世との間には3男2女をもうけた。下の3人の子供は亡命後に生まれている。
- アレクシア（1965年 - ）
- パウロス（1967年 - ）
- ニコラオス（1969年 - ）
- セオドラ（1983年 - ）
- フィリッポス（1986年 - ）

| 上位 コンスタンティン・ヨハンスマン Konstantin Johannsmann | イギリス王位継承順位 （ヴィクトリア女王の息子アーサーの子孫） 他の英連邦王国の王位継承権も同様 | 下位 パウロス元王太子 ギリシャ元王太子 |